# Cầu Austerlitz
Cầu Austerlitz (tiếng Pháp: Pont d'Austerlitz) là một cây cầu bắc qua sông Seine thuộc địa phận thành phố Paris, Pháp. Cây cầu này nối liền phố Ledru-Rollin (thuộc quận 12) với Vườn bách thảo Paris (thuộc quận 5 và quận 13).
| Métro Paris | Bến tàu điện ngầm: Quai de la Rapée |

## Lịch sử
Vào đầu thế kỷ 19 do nhu cầu giao thông giữa phố Faubourg-Saint-Antoine ở bờ phải với Vườn bách thảo Paris ở bờ trái sông Seine người ta đã cho xây dựng chiếc cầu đầu tiên tại đây. Năm 1801, kiến trúc sư Becquey de Beaupré đưa ra bản thiết kế một cây cầu 5 nhịp bằng sắt, mỗi nhịp dài 32 m với 4 trụ và 2 mố cầu bằng gạch. Năm 1854, cây cầu được xác định là nguy hiểm và người ta tiến hành xây dựng lại nó vào năm 1884, tăng độ rộng từ 18 m lên 30 m. Cầu Austerlitz được đặt tên theo chiến thắng của Napoléon tại trận Austerlitz, trên mỗi vòm cầu đều có trang trí một chữ N của Đệ nhất đế chế với các nhành nguyệt quế xung quanh.

## Hình ảnh

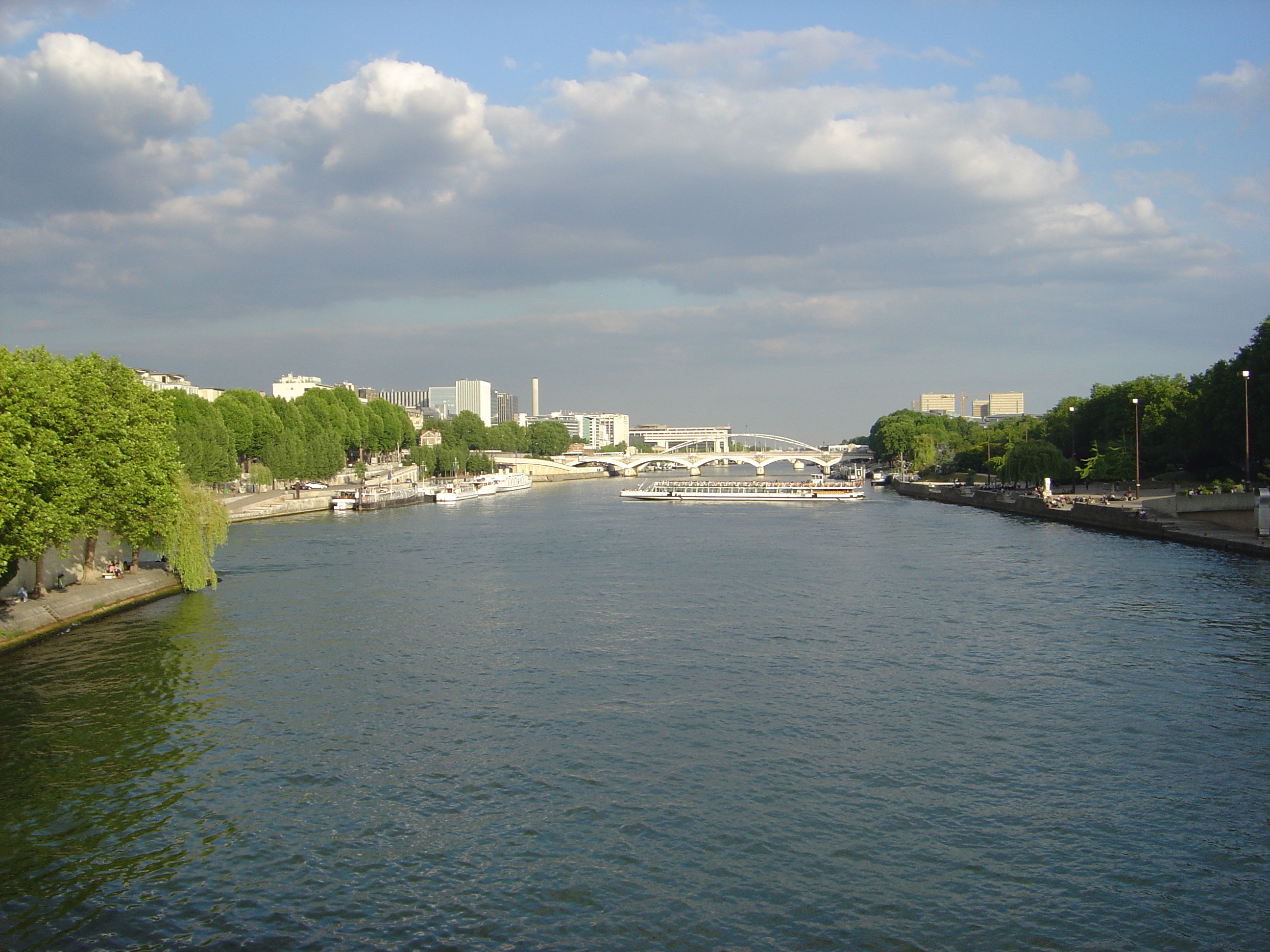
Nhìn từ cầu Sully
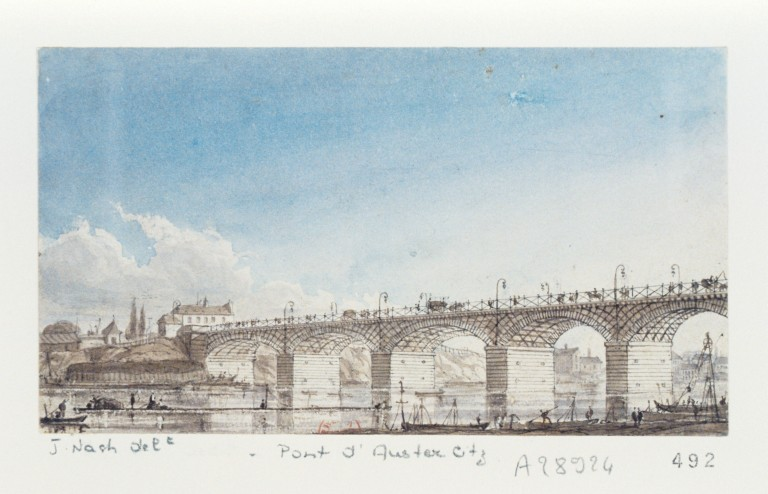
Cầu vào thế kỷ 19

| \| \| Vị trí trên sông Seine \| | \| \| Vị trí trên sông Seine \|    | \| \| Vị trí trên sông Seine \| |
| Hạ lưu: Cầu Sully               | Vị trí trên sông Seine trong Paris | Thượng lưu: Cầu cạn Austerlitz  |
| ------------------------------- | ---------------------------------- | ------------------------------- |
|                                 | Vị trí trên sông Seine             |                                 |